# Cầu Hồng Kông – Chu Hải – Ma Cao
Cầu Hồng Kông – Chu Hải – Ma Cao (HZMB: Hong Kong – Zhuhai – Macau Bridge) là một hệ thống cầu, đường hầm dài 55 km bao gồm một loạt ba cầu dây văng, cầu cạn, đường hầm dưới biển và bốn hòn đảo nhân tạo. Đây là con đường biển dài nhất thế giới, bắc qua các kênh Linh Đinh và Cửu Châu và nối Hồng Kông với Ma Cao và Chu Hải, ba thành phố lớn ở phía tây của đồng bằng Châu Giang.
HZMB được thiết kế để có thể tồn tại 120 năm và được xây dựng với chi phí 126.9 tỷ ¥ (19.17 tỷ $). Chi phí xây dựng cây cầu chính ước tính khoảng 51,1 tỷ ¥ (7.72 tỷ $) được tài trợ bởi các khoản vay ngân hàng và được chia sẻ giữa các chính phủ Trung Hoa lục địa, Hồng Kông và Ma Cao.
Ban đầu cầu được hoạch định để mở cửa giao thông vào tháng 10 năm 2016, tuy nhiên đến ngày 6 tháng 2 năm 2018 phần cấu trúc mới được hoàn thành và các nhà báo đã được đi tham quan cầu. Ngày 24 tháng 10 năm 2018, Chủ tịch nước Trung Quốc Tập Cận Bình tham dự lễ khai mạc cầu Hồng Kông – Chu Hải – Ma Cao tại cảng Chu Hải.

## Khởi công
Việc xây chiếc cầu này được thực hiện chỉ 18 tháng sau khi Trung Quốc khánh thành cây cầu dài 36 cây số bắc qua vịnh Hàng Châu, nằm ở phía Đông tỉnh Triết Giang, mà hiện nay được xem như cây cầu bắc qua biển dài nhất thế giới. Trong thời gian ba năm rưỡi xây dựng cầu Hàng Châu, đội công trình sư phải đương đầu khoảng 19 thử thách nghiêm trọng gồm bão tố, thủy triều và khó khăn về địa chất. Cây cầu dài nhất thế giới hiện nay là cầu đắp Lake Pontchartrain ở New Orleans, dài 38,4 cây số, nhưng theo các viên chức, cầu Hàng Châu nằm trên một địa thế khó khăn đặc biệt để xây cất vì thời tiết rất phức tạp.
Ngày 17 tháng 12 năm 2009, Trung Quốc bắt đầu khởi công xây dựng cây cầu. Cây cầu hình chữ Y dài tổng cộng khoảng 50 cây số, mà đoạn dài 35 cây số là phần bắc qua biển. Cầu dự tính sẽ hoàn tất vào năm 2015, chi phí chừng $10,7 tỉ do chính quyền của ba khu vực đài thọ.

## Cấu trúc
Cấu trúc gồm đường hầm ngầm dưới biển dài 5,5 kilômét (3,4 mi) (dài nhất thế giới) với những đảo nhân tạo. Theo nhóm thiết kế công trình Arup, đây là dự án lớn về cầu phối hợp với đường hầm đầu tiên của Trung Quốc. Tuy nhiên, công ty thiết kế này nói cây cầu chỉ dài tổng cộng có 35 cây số; lý do của sự khác biệt về con số vẫn chưa được biết rõ.
Công trình khởi đầu với việc bồi đất để tạo một đảo nhân tạo rộng 540 mẫu ở ngoài khơi Chu Hải. Đây là điểm nơi quan thuế sẽ kiểm soát sự qua lại giữa ba nơi. Phần lớn cấu trúc đều được làm sẵn trước, ví dụ như dầm cầu sẽ được làm sẵn cùng lúc cầu đang được xây móng. Đường hầm cũng được xây từ những đoạn đúc sẵn dài 100 mét.
Zhu Yongling, một viên chức chịu trách nhiệm dự án xây cất nói, "Cầu này được thiết kế với tuổi đời khoảng 120 năm, có thể chịu lực của sức gió mạnh đến 51 mét mỗi giây, hay tương đương với nấc 16 (184 đến 201 cây số/giờ), là nấc tối đa của Thang sức gió Beaufort. Cầu cũng chịu được cơn địa chấn ở cấp 8 và sức va chạm của một con tàu trọng tải 300.000 tấn."

## Lưu thông
Lưu thông gồm 6 làn xe chạy, với vận tốc tối đa là 100 km/giờ, rút ngắn thời gian từ Hồng Kông đến Chu Hải xuống còn một giờ thay vì bốn tiếng. Mỗi trụ cầu cao 170 mét và phải được thiết kể để giảm thiểu tối đa sức tác động của dòng chảy ở cửa sông Pearl.
Phía Hồng Kông lái xe bên trái còn Trung Hoa đại lục thì bên phải, họ đã đưa ra ý tưởng thiết kế hệ cầu dẫn đường đảo chiều giống như số 8 không có phần giao nhau ở giữa, nhằm khớp giao thông cả hai phía.

## Hình ảnh

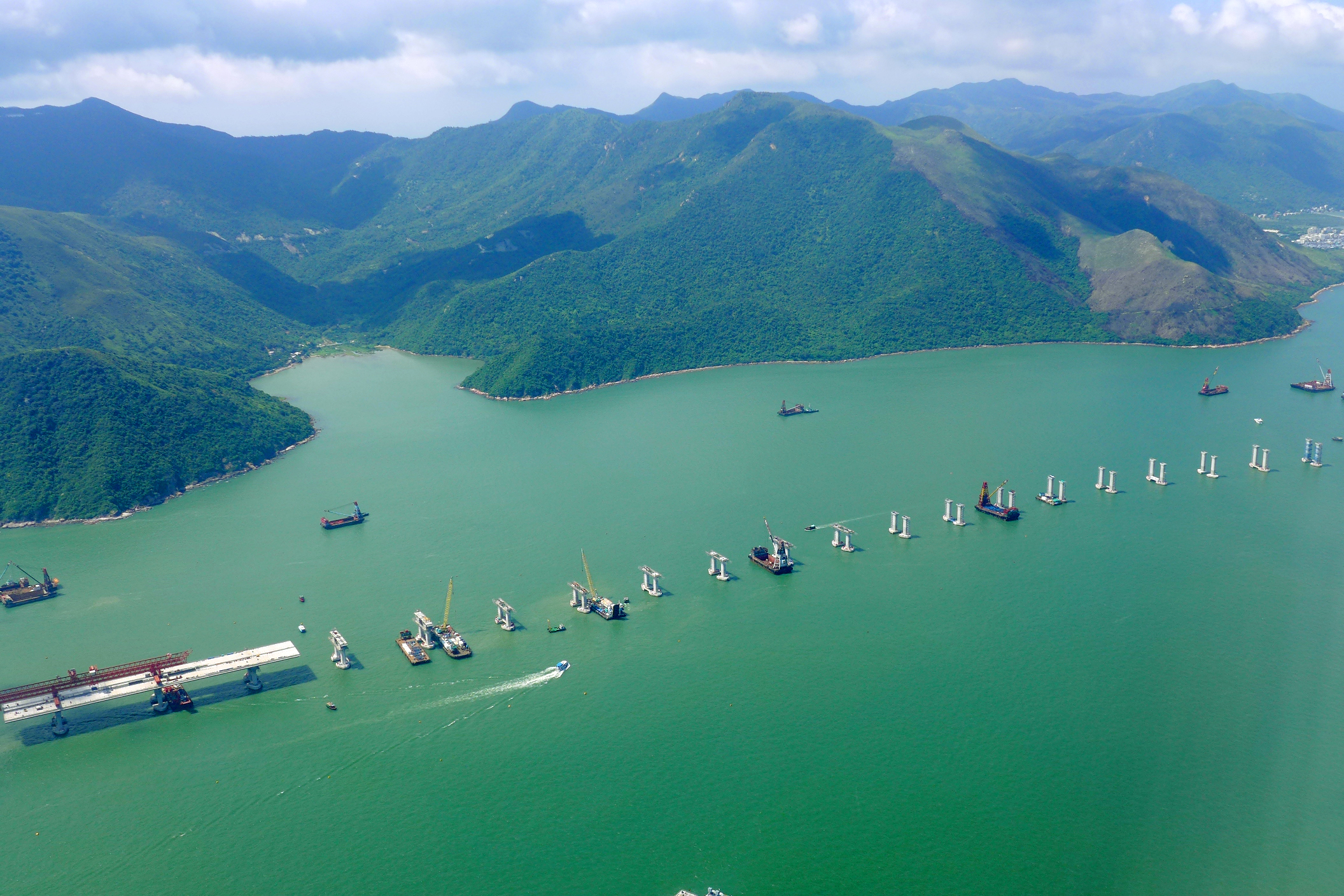
Cầu khi đang thi công năm 2015
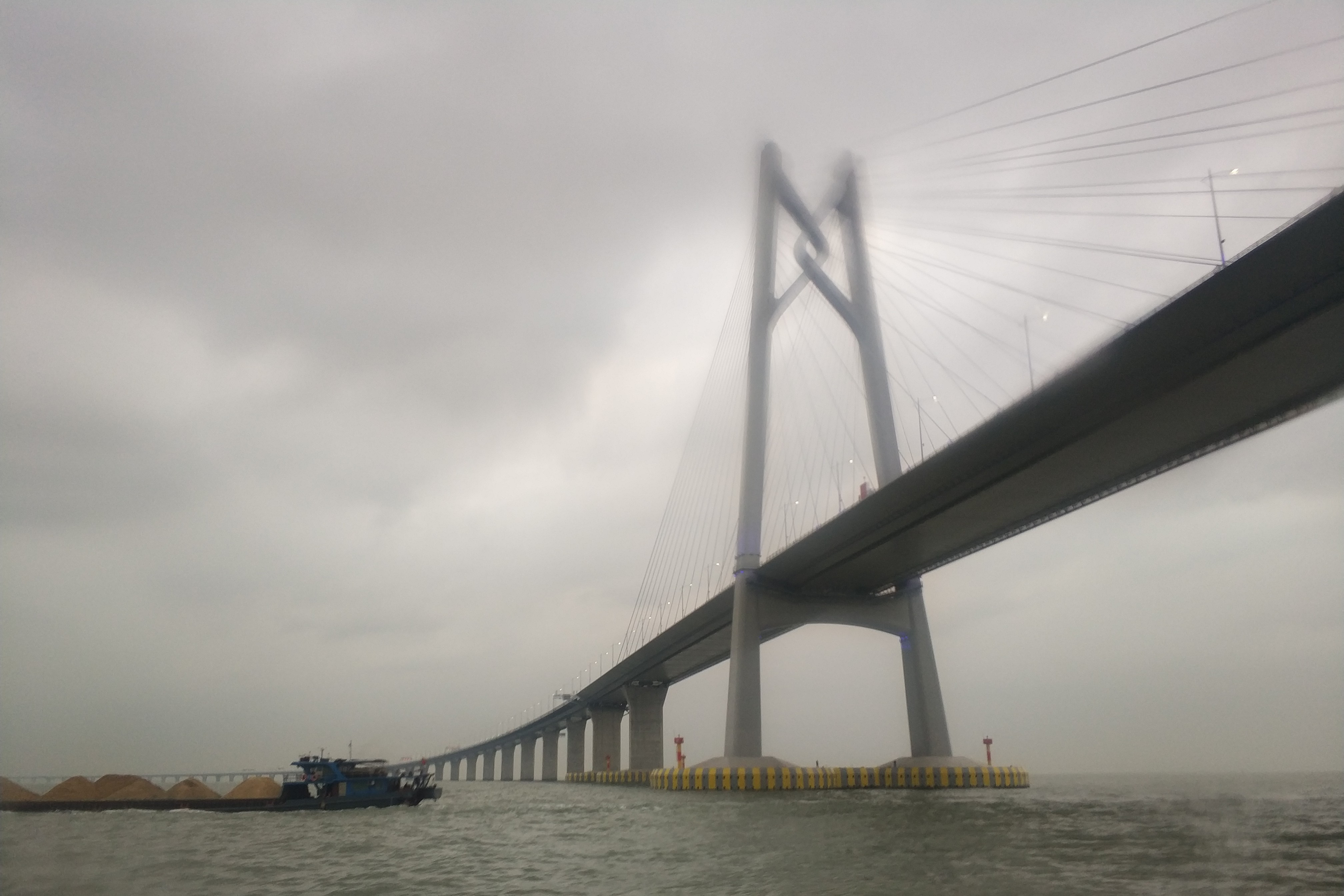
Phần chính của cầu
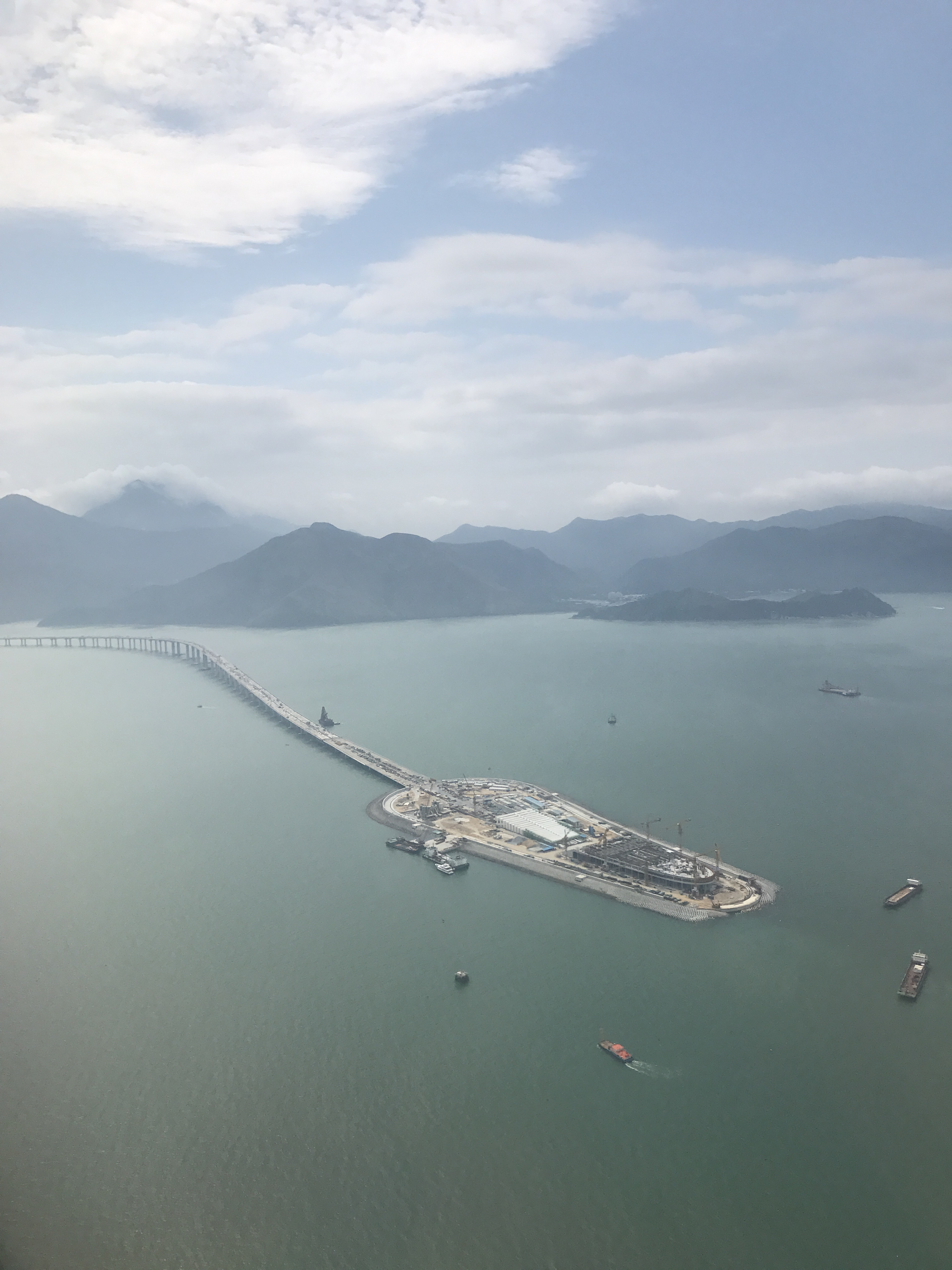
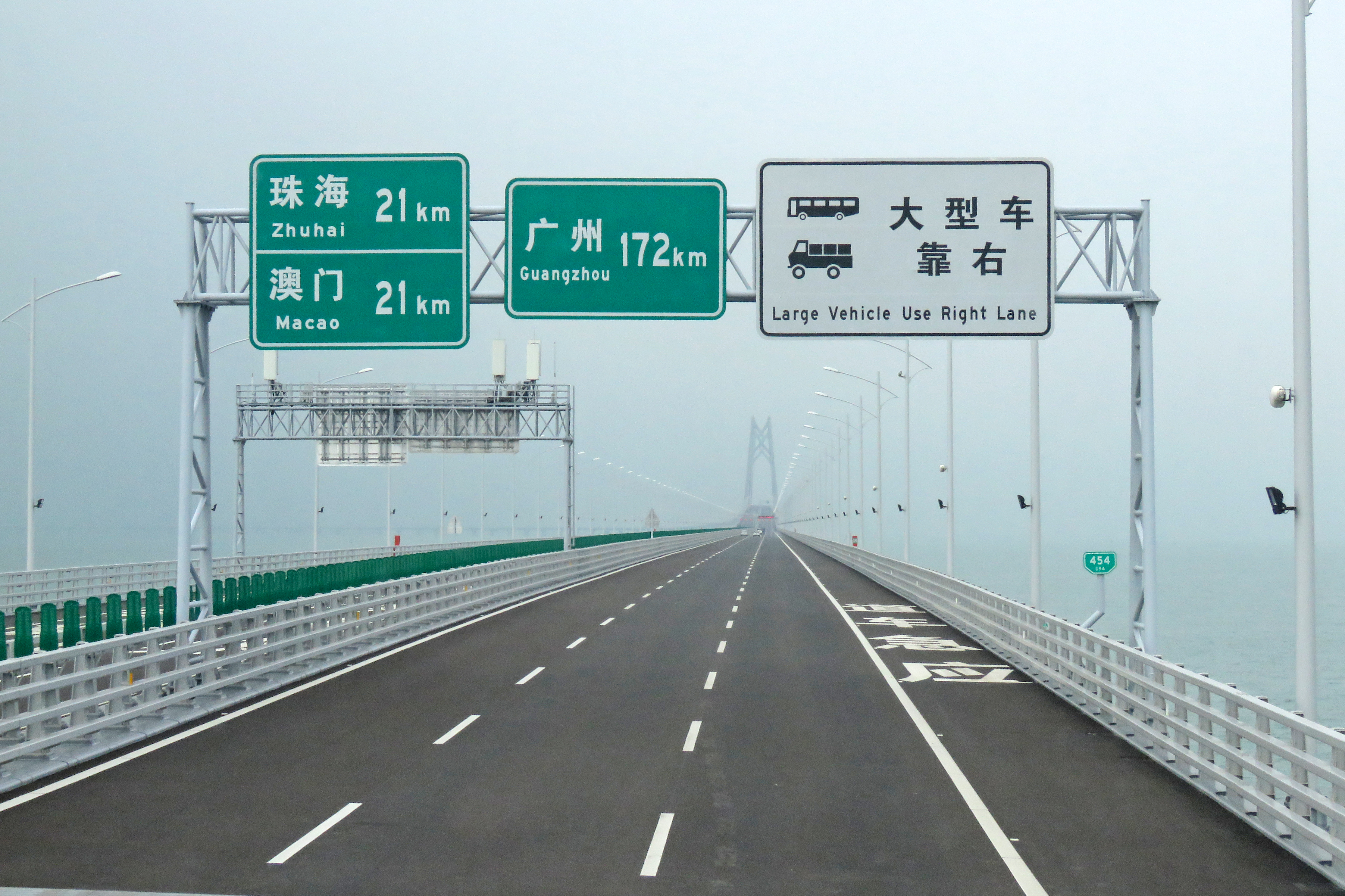
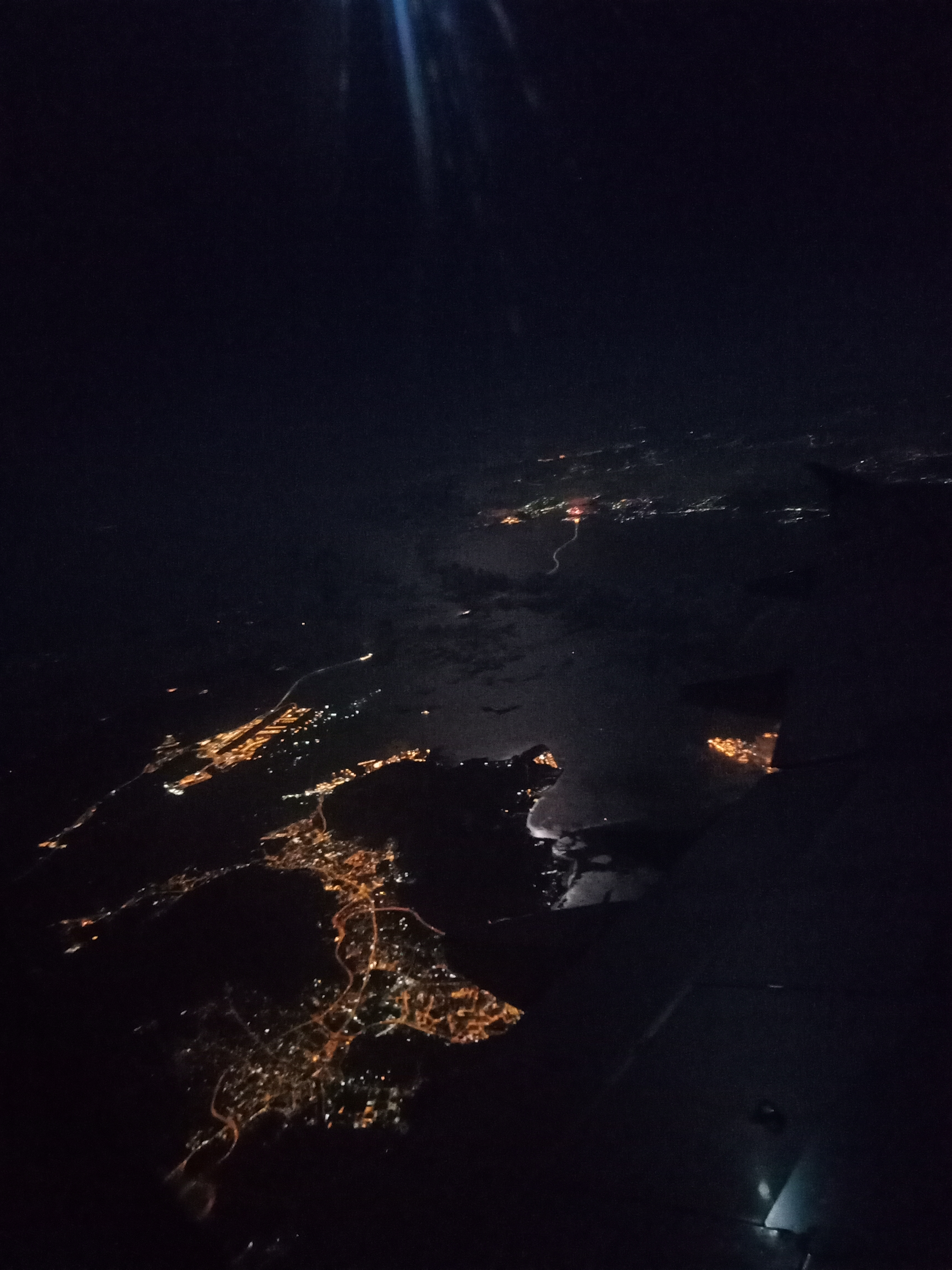
Cầu Hồng Kông – Chu Hải – Ma Cao nhìn từ trên máy bay.